# Olivier IV de Clisson
Pour les articles homonymes, voir Olivier (homonymie) et Clisson (homonymie).
Olivier IV de Clisson (né vers 1300 et mort par décapitation le 2 août 1343 à Paris) est un noble breton, fils d'Olivier III de Clisson et d'Isabeau de Craon.

## Biographie
Olivier IV bataille pour le roi de France. Mais, comme Breton, il ne peut se désintéresser du sort de son pays. À la mort du duc de Bretagne Jean III le Bon, deux prétendants se présentent pour la succession du duché : son demi-frère Jean de Montfort et sa nièce Jeanne de Penthièvre, fille de son frère Guy et épouse de Charles de Blois, dont les pairs de France ont reconnu la légitimité au trône ducal en septembre 1341.

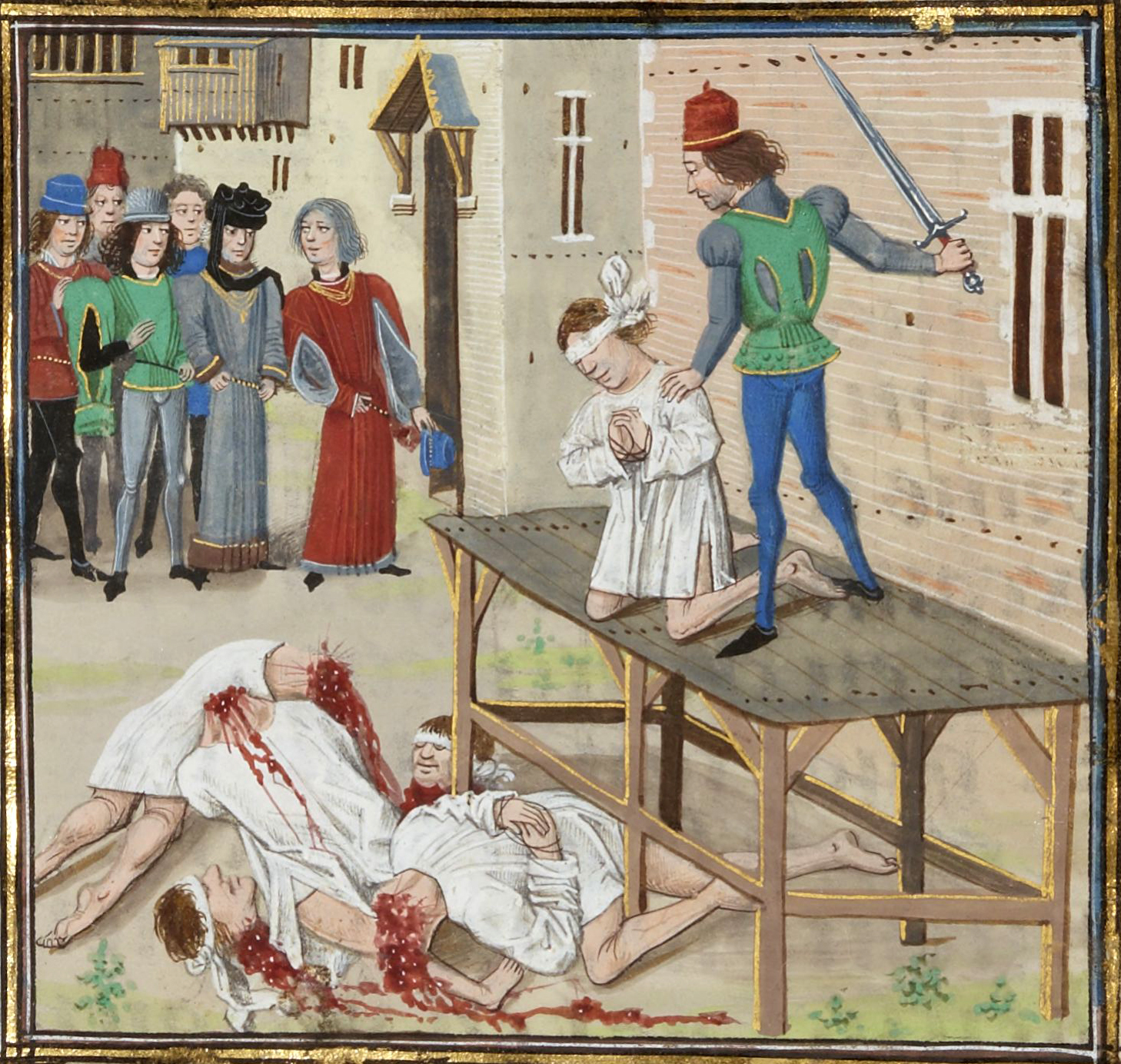
Exécution d'Olivier IV de Clisson par Loyset Liédet.

Tandis que son frère Amaury de Clisson embrasse le parti de Montfort, Olivier IV se range du côté de Blois-Penthièvre, auquel il fait hommage à Rennes en 1342. Au mois de janvier 1342, son château de Blain est choisi comme quartier-général par Robert Bertrand, lieutenant du roi envoyé par Philippe de Valois pour aider Charles de Blois à ramener les fidèles partisans de Montfort à l'obéissance envers la duchesse légitime. 
Fait prisonnier lors du quatrième siège de Vannes en décembre 1342, Olivier demeure quelque temps prisonnier des Anglais, auxiliaires de Montfort. Il ne tarde pas à tomber en disgrâce auprès du roi de France. En effet, il semble qu'il ait été dénoncé par Jean de France, seigneur de France en Guignen. Ce dernier, arrivé trop tard avec ses troupes au siège de Vannes, accuse Olivier IV de Clisson de s'être rendu prématurément et volontairement aux Anglais.
Conduit en Angleterre, il est libéré après avoir été échangé avec le comte de Stanfort, à la suite du versement d'une rançon. Le montant de celle-ci est estimé anormalement faible par le roi de France et ses conseillers, qui le soupçonnent de ce fait d'avoir comploté avec le roi d'Angleterre. Il est accusé par le comte de Salisbury d'avoir intrigué, comme plusieurs autres seigneurs bretons, avec Édouard III d'Angleterre, qui lui aurait plus ou moins promis de le nommer vice-roi de Bretagne.
Sous le prétexte d'un tournoi, il est convoqué à Paris avec une quinzaine d'autres seigneurs par le roi Philippe VI de Valois, qui s'empare de sa personne et le fait décapiter aux Halles le 2 août 1343. Cette exécution sera jugée sévèrement par Froissart et ses contemporains.
Son épouse, Jeanne de Belleville, ne peut pardonner au roi sa cruauté, ni à Charles de Blois d'avoir trempé dans cette mort qu'elle regarde comme un assassinat. La tête d'Olivier ayant été envoyée à Nantes et plantée sur une pique aux créneaux du château du Bouffay (ou de la porte Sauvetout selon certaines chroniques), Jeanne contemple ce spectacle et jure de se venger. Un grand nombre de seigneurs de Bretagne épousent sa cause et, avec eux, elle livre une guerre sans merci au roi et à Charles de Blois. Considérant que le roi a agi par traîtrise, elle décide, pour se venger, d'acheter un bateau avec ses biens pour faire la guerre de course contre les navires de commerce français. Pendant quelque temps, elle inflige de sérieuses pertes aux navires français mais perd son navire au cours d'un naufrage.

## Mariages et postérité
En mai 1320, il  épouse Blanche de Bouville née vers 1300, morte le 19 novembre 1329, dont il a un fils, Jean, seigneur de Clisson né vers 1321, mort sans alliance et sans postérité. Il a à supporter les malheurs de son père et meurt dépossédé de ses biens. 
Vers 1330, il se remarie avec Jeanne de Belleville qui lui donne cinq enfants :
- Ysabeau[2], née hors mariage vers 1325 et morte le 5 avril 1343, épouse de Jean Ier de Rieux et mère de Jean II de Rieux ;
- Maurice, seigneur de Blain, né vers 1333 et mort en 1334 ;
- Olivier V surnommé « le Boucher », « l'Éborgné d'Auray », né le 24 avril 1336 et mort le 23 avril 1407, mari de Marguerite de Rohan, fille d'Alain VII de Rohan et de Jeanne de Rostrenen ;
- Guillaume, seigneur de la Trouvière, né vers 1338 et mort dans les bras de sa mère vers 1345, six jours après le naufrage de Ma Vengeance, le vaisseau amiral de sa mère ;
- Jeanne, née vers 1340, Dame de Belleville épouse de Jean Harpedanne, Sénéchal de Saintonge, seigneur de Raine dans le Devonshire, de Montendre, de Fontenay-le-comte (1361) et vicomte d'Aunay. Originaire du Devonshire en Angleterre, il fut un lieutenant de Jean Chandos.

Le successeur d'Olivier IV est son fils, Olivier V de Clisson.